# Notre père de Gand

Notre Père de Gand est une chanson royaliste créée en 1815 au moment des Cent-Jours.

## Histoire
Durant les Cent-Jours, Louis XVIII s'est réfugié à Gand. Sur l'air d'une chanson en vogue, Rendez-moi mon écuelle de bois, ses partisans ajustent d'autres paroles : Rendez-nous notre Père de Gand. La censure ne remarquera pas le calembour entre paire de gants et père de Gand et la chanson Notre Père de Gand put être largement diffusée. Il existe au moins deux versions différentes de cette chanson.

## Texte
1
Nous avons notre père de Gand,

Nous avons notre père !

La douce paix enfin nous le rend

Notre ange tutélaire !

Désormais

Je vois les Français

Oublier (bis) leur misère,

Puisqu'ils ont leur père

De Gand,

Puisqu'ils ont leur bon père.
2
Nous aimons notre père de Gand,

Nous aimons notre père,

Et non pas cet injuste brigand

Qui ravageait la terre.

Il s'enfuit,

Un Bourbon nous luit.

A sa voix (bis) plus de guerre !

Nous aimons notre père

De Gand,

Nous aimons notre père !
3
Nous chantons notre père de Gand

Nous chantons notre père.

Nos chansons que sans doute il entend,

La haut doivent lui plaire.

Notre amour

De cinq francs par jour

N'attend pas (bis) le salaire :

Ah ! Chantons notre père

De Gand,

Ah ! chantons notre père !
4
Appelons notre père

Lui, lorsqu'à la fenêtre il se rend

C'est bien une autre affaire !

De nos cœurs,

Les vives clameurs

Ne sont pas (bis) à l'enchère ;

Appelons notre père

De Gand,

Appelons notre père
5
Vive notre bon père de Gand,

Vive notre bon père !

Ah ! puisse-t-il longtemps bien portant,

Poursuivre sa carrière !

Des Français

Les Dieux satisfaits

Entendront (bis) la prière,

Vive notre bon père

De Gand,

Vive notre bon père !